# The King of Fighters '98: The Slugfest
The King of Fighters '98: The Slugfest é um videogame realizado no ano de 1998 pela empresa fabricante de jogos eletrônicos SNK, atual SNK Playmore.no Japão o jogo é conhecido pelo nome The King of Fighters '98: Dream Match Never Ends.

## Sobre o jogo
É o sexto jogo da série The King of Fighters e o primeiro jogo não-canônico à série, ou seja, não tem parte na sequência real da história da série. Reúne 38 lutadores, que estiveram presentes nos quatro jogos iniciais, os quais dividem-se em trios e lutam entre si para decidir qual time enfrentará o primeiro chefe da história da série, Rugal Bernstein.
Nos Estados Unidos o game é conhecido como The King of Fighters '98: The Slugfest e no Japão como The King of Fighters '98: Dream Match Never Ends. Para essa edição diversos personagens dos primeiros jogos voltaram e novos times foram feito com eles, incluindo o chefe do primeiro jogo da franquia com versões atualizadas das suas formas de jogos anteriores. O Jogo foi originalmente lançado para arcades em 23 de julho de 1998. Sendo portado para o formato de Neo Geo AES em 23 de setembro de 1998, o Neo-Geo CD veio em 23 de dezembro de 1998 e a versão para PlayStation em 25 de março de 1999. A versão feita para o console PlayStation foi publicada na América do Norte e na região PAL pela Agetec versão , tornando-se a primeira parcela da série para PlayStation a ser lançada fora do Japão desde The King of Fighters '95 . O jogo original também está incluído na compilação The King of Fighters: Orochi Saga lançada na América do Norte e na região PAL para PlayStation 2 , PlayStation Portablee Wii (o jogo não foi incluído na compilação japonesa Orochi Hen ). [5] O jogo foi posteriormente relançado para iOS e Android

## Outras Versões
- The King of Fighters '98: Ultimate Match foi uma continuação onde houve melhorias em relação, tais como fases totalmente reformuladas, a inclusão de personagens de jogos anteriores e o retorno dos chefes: Goenitz e Orochi. As jogabilidades: Advanced e Extra, permaneceram, com a adição do Ultimate Mode.[3]
- The King of Fighters '98 (Java version):

Versão para celular Smartphone sistema Java tinha apenas 8 personagens + roleta 